# (1746) Brouwer
(1746) Brouwer ist ein Hauptgürtelasteroid. Er wurde am 14. September 1963 am Goethe-Link-Observatorium bei Brooklyn (Indiana) im Rahmen des Indiana Asteroid Program der Indiana University entdeckt.
Der Asteroid wurde Dirk Brouwer, einem niederländisch-US-amerikanischen Astronomen, zu Ehren benannt.